# 亚历杭德罗·多明格斯 (阿根廷足球运动员)
亚历杭德罗·达米安·多明格斯（Alejandro Damián Domínguez，1981年6月10日—），阿根廷足球運動員，司職前鋒，也可擔任中場。

## 生平

### 球會
杜明基斯成名於河床，於2004年加盟俄超球隊魯賓卡山。2007年
轉投辛尼特，轉會費達到700萬歐元，打破了俄羅斯超級聯賽的收購轉會費紀錄，該記錄於2008年由丹尼從莫斯科戴拿模轉投辛尼特以3000萬歐元轉會費打破。
杜明基斯其中一次出色表現是在歐洲足協盃以4-0擊敗拜仁慕尼黑。杜明基斯發揮非常出色，交出了兩次助攻。其後取代了未能上陣的艾沙雲兩個月。在辛尼特渡過了兩個賽季後，由於一些問題被領隊艾禾卡特排除在球隊外，所以他於俄羅斯轉會市場最後一天2009年3月13日重返魯賓卡山。
在2009/10賽季歐洲聯賽冠軍盃，杜明基斯在魯賓卡山表現非常出色，在分組賽對陣國際米蘭及基輔戴拿模也取得入球。他還在對陣巴塞隆拿的賽事中交出助攻，協助球隊取勝。但魯賓卡山最終以2-0被國際米蘭擊敗，未能晉級至淘汰賽。杜明基斯出色的表現令他赢得2009年俄羅斯足球先生的榮譽。
2009年12月11日，西甲球會巴伦西亚宣佈杜明基斯以自由身正式加盟，於2009年12月14日簽署了三年半的合約，穿上25號球衣。

### 國家隊
杜明基斯協助阿根廷U-20贏得在阿根廷舉辦的2001年世界青年足球锦标赛冠軍，其中在16强淘汰赛中正是他打进致胜一球，帮助阿根廷队2比1险胜中国国青队。

## 榮譽

### 辛尼特
- 俄羅斯超級足球聯賽:2007
- 俄羅斯超級盃:2008
- 歐洲足協盃:2007/08
- 歐洲超霸盃:2008

### 魯賓卡山
- 俄羅斯超級足球聯賽:2009

### 國家隊
- 世界青年足球锦标赛:2001

### 個人
- 俄羅斯超級足球聯賽最佳外籍球員:2006[1]
- 俄羅斯足球先生：2009[2]